# Bogoljub Šijaković
Bogoljub Šijaković, en serbe cyrillique Богољуб Шијаковић (né le 6 août 1955 à Nikšić) est un philosophe et un homme politique serbe. Il est membre du Parti démocratique. Depuis le 7 juillet 2008, il est ministre des Cultes dans le gouvernement présidé par Mirko Cvetković.

## Biographie
Bogoljub Šijaković a suivi les cours de la Faculté de philosophie de l'université de Belgrade, où il a obtenu un master, puis à la Faculté de philosophie de l'université de Sarajevo, où il a obtenu son doctorat en 1989. 
Il est professeur à la Faculté de théologie orthodoxe de l'université de Belgrade. 
En 2000 et 2001, il a été ministre des Cultes dans le gouvernement de la République fédérale de Yougoslavie.

## Divers
Bogoljub Šijaković est marié et père de deux enfants.

## Ouvrages
- Zoon Politikon : Podaci Iz Licne Legitimacije, éd. Unireks, 1994  (ISBN 86-427-0320-2 et 9788642703206)
- Amicus Hermes : Aufsatze Zur Hermeneutik Der Griechischen Philosophie, éd. Oktoih, 1996  (ISBN 86-7659-083-4 et 9788676590834)
- Istorija, Odgovornost, Svetost, éd. Oktoih, 1997  (ISBN 86-7659-104-0 et 9788676591046)
- Mythos, Physis, Psyche : Ogledanje U Predsokratovskoj ontologiji I psihologiji, éd. Jasen, 2002  (ISBN 86-7681-008-7 et 9788676810086)
- Pred Licem Drugog : Fuga U Ogledima, éd. JP Sluzbeni list, 2002  (ISBN 8635505638 et 9788635505633)
- A Critique of Balkanistic Discourse : Contribution to the Phenomenology of Balkan Otherness, éd. Serbian Literary Co, 2004  (ISBN 9780973026443 et 0-9730264-4-8)